# Llengües canac
Llengües canac o kanak designa les llengües vernacles de Nova Caledònia, parlades pels canac, que pertanyen al grup de llengües oceàniques de la branca malaio-polinèsia de les llengües austronèsies. Hi ha 28 llengües amb 11 dialectes, encara que l'inventari es diferencia entre els autors i la distinció que es pot fer entre les llengües i dialectes. Maurice Leenhardt hi va comptar fins a 37 idiomes i dialectes. Un crioll, el tayo que es parla al barri de Saint-Louis del municipi de Le Mont-Dore, sovint se l'inclou. Algunes d'elles, però, tenen pocs parlants o estan en vies de desaparició.
L'inventari mostra el donat per Bernard Cerquiglini en un informe sobre les llengües de França presentat l'abril de 1999. Pel que a les llengües canac, l'inventari fou elaborat amb les informacions donades pel Laboratori de Llengües i Civilitzacions de Tradició Oral (CNRS). Per a algunes d'elles no existeix pas ortografia estandarditzada, a vegades objecte de controvèrsia. L'Acord de Nouméa de 1998 preveuen la creació d'una Acadèmia de les Llengües Canac, i el 2007 era en curs de creació.

## Repartiment geogràfic i lingüístic i nombre de parlants
La localització d'aquestes llengües és donada a títol indicatiu. Els corrents migratoris i la urbanització han fet canviar la situació. Es considera per exemple que pot haver més de 5.000 parlants de drehu a Nouméa dels 7-8.000 parlants que hi ha a l'illa.
Cada color correspon a un únic grup lingüístic que distint o reconegut com a tal pels comparatistes, bé que no hi ha pas unanimitat sobre la qüestió, ja que aquestes llengües tenen molts manlleus entre elles, el que fa que aquesta divisió estigui una mica esbiaixada.
- Llengües del grup Nord
- Llengües del grup Centre
- Llengües del grup Sud
- Llengües del grup Loyauté
- Llengua polinèsica

### Dades
|    | Llengua                           | Grafia alternativa  | Parlants                           | Comuna(s)                            | Província          | Àrea tradicional | dialectes |
| 1  | nyâlayu                           | yalâyu              | 1522                               | Ouégoa, Belep, Pouébo                | Província del Nord | Hoot Ma Waap     | Pooc/haat (Belep); Puma/paak/ovac (Arama, Balade)                                                                        |
| 2  | kumak                             | koumac, fwa kumak   | 847                                | Koumac, Poum                         | Província del Nord | Hoot Ma Waap     | nêlêmwâ (Tribu de Nénéma), nixumwak                                                                                      |
| 3  | caac                              | -                   | 890                                | Pouébo                               | Província del Nord | Hoot Ma Waap     | Cawac (variant parlada a la Conception de Mont Dore des de 1865)                                                         |
| 4  | yuanga                            | yûâga/yuanga/zuanga | 1992                               | Kaala-Gomen, Ouégoa                  | Província del Nord | Hoot Ma Waap     | - |
| 5  | jawe                              | -                   | 729                                | Hienghène, Pouébo                    | Província del Nord | Hoot Ma Waap     | - |
| 6  | nemi                              | nèmi                | 768                                | Hienghène                            | Província del Nord | Hoot Ma Waap     | Ouanga, Ouélis, Kavatch                                                                                                  |
| 7  | fwâi                              | -                   | 1131                               | Hienghène                            | Província del Nord | Hoot Ma Waap     | - |
| 8  | pije                              | -                   | 161                                | Hienghène                            | Província del Nord | Hoot Ma Waap     | Tha (Tiendanite) |
| 9  | pwaamèi                           | -                   | 219                                | Voh                                  | Província del Nord | Hoot Ma Waap     | Naakâ (Temala, Voh); Dhaak/yaak (Fatenaoue)                                                                              |
| 10 | pwapwâ                            | -                   | 16                                 | Voh                                  | Província del Nord | Hoot Ma Waap     | - |
| 11 | dialectes de la regió de Voh-Koné | -                   | 878                                | Voh, Koné                            | Província del Nord | Hoot Ma Waap     | bwatoo (Oudjo, Népou, Baco i altres a l'illa Koniène), haeke, haveke, hmwaeke, havele, vamale (Haute Tipindje), waamwang |
| 12 | cèmuhî                            | camuki              | 2051                               | Touho, Koné, et Poindimié            | Província del Nord | Paici-Camuki     | - |
| 13 | paicî                             | paici               | 5498                               | Poindimié, Ponérihouen, Koné, Poya   | Província del Nord | Paici-Camuki     | - |
| 14 | ajië                              | a'jië               | 4044                               | Houaïlou, Ponérihouen, Poya, Kouaoua | Província del Nord | Ajië-Aro         | - |
| 15 | arhâ                              | -                   | 35                                 | Poya                                 | Província del Nord | Ajië-Aro         | - |
| 16 | arhö                              | arö                 | 62                                 | Poya                                 | Província del Nord | Ajië-Aro         | - |
| 17 | orowe                             | abwébwé             | 587                                | Bourail                              | Província del Sud  | Ajië-Aro         | - |
| 18 | neku                              | néku                | 221                                | Bourail Moindou                      | Província del Sud  | Ajië-Aro         | - |
| 19 | zire                              | zîchë, sîshëë       | 4 (llengua morta des d'abril 2006) | Bourail, Moindou                     | Província del Sud  | Ajië-Aro         | Sovint considerada variant dialectal de l'ajië                                                                           |
| 20 | tîrî                              | tirî                | 264                                | La Foa, Sarraméa                     | Província del Sud  | Xaracuu          | tîrî, mea |
| 21 | xârâcùù                           | xaracuu             | 3784                               | Canala, La Foa, Boulouparis          | Província del Sud  | Xaracuu          | - |
| 22 | xârâgùrè                          | -                   | 566                                | Thio                                 | Província del Sud  | Xaracuu          | llengua pròxima al xârâcùù                                                                                               |
| 23 | nââ drubéa                        | drubea              | 946                                | Païta, Dumbéa, Nouméa, Yaté          | Província del Sud  | Djubéa-Kaponé    | - |
| 24 | nââ numèè                         | numee/kapone        | 1814                               | Yaté, Mont-Dore, île des Pins        | Província del Sud  | Djubéa-Kaponé    | xêrê (Yaté), wêê (île Ouen), kwênyii (île des Pins)                                                                      |
| 25 | nengone                           | -                   | 6377                               | Maré, tiga                           | Illes Loyauté      | Nengone          | Iwateno (llengua cerimonial o llengua dels caps)                                                                         |
| 26 | drehu                             | -                   | 11338                              | Lifou                                | Illes Loyauté      | drehu            | Miny (llengua cerimonial o dels caps)                                                                                    |
| 27 | Iaai                              | -                   | 1562                               | Ouvéa                                | Illes Loyauté      | Iaai             | - |
| 28 | fagauvea                          | faga uvea           | 1107                               | Ouvéa                                | Illes Loyauté      | Iaai             | - |
| -- | --------------------------------- | ------------------- | ---------------------------------- | ------------------------------------ | ------------------ | ---------------- | --- |

A aquest inventari cal afegir una 29a llengua, el tayo, un crioll parlats per 600 individus originaris de la tribu de Saint-Louis (Comuna de Mont Dore).

## Estatut oficial i l'educació

### Reconeixement oficial
Algunes d'aquestes llengües es consideren mortes o moribundes, ja que no tenen parlants o en tenen pocs.
Per a un cert nombre d'aquestes llengües no hi ha grafia o ortografia estàndard, de vegades objecte de controvèrsia. S'ha creat una Acadèmia de les Llengües Canac prevista el 1998 pels acords de Nouméa.
| «                                | Les llengües canac són, amb el francès, les llengües d'ensenyament i de la cultura a Nova Caledònia. El seu lloc en l'ensenyament i en els mitjans ha d'augmentar i ser objecte d'una reflexió acurada. Una recerca científica i un ensenyament universitari sobre les llengües canac haurà de ser organitzat a Nova Caledònia. L'Institut national de langues et civilisations orientales hi jugarà un rol essencial. […] Es posarà en marxa una Acadèmia de les Llengües Canac, establiment local el consell d'administració de la qual serà compost d'interlocutors designats d'acord amb les autoritats tradicionals. Ella fixarà les seves regles d'ús i llur evolució | » |
| — article 1.3.3 desdits accords. | |   |

### Ensenyament
El reconeixement de les llengües canac com a llengües regionals data de l'Ordre de 20 d'octubre de 1992. Aquesta introdueix quatre llengües com a prova facultativa al graduat. Es tracta del drehu, nengone, paicî i l'ajië.
- El drehu s'ensenya a les escoles primàries i secundàries de Lifou i Nouméa, a la Universitat de Nova Caledònia i a l'Inalco.
- El nengone s'ensenya a les escoles primàries i secundàries de Lifou i Nouméa, i a la Universitat de Nova Caledònia.
- El paicî s'ensenya a les escoles primàries i secundàries de Poindimié i a la Universitat de Nova Caledònia.
- l'ajië s'ensenya al segon grau a Houaïlou (Nédivin, Do néva), a Nouméa (Do kamo, Anova) i a la Universitat de Nova Caledònia.
- El xârâcùù s'ensenya a les escoles primàries de Canala i Thio
- El fagauvea s'ensenya a l'Inalco.
- L'iaai és ensenyat al col·legi privat protestant Eben Eza d'Ouvéa.

Segons dades del vice-rectorat de Nova Caledònia de 2002 el nombre d'alumnes que rebien ensenyament en alguna de les llengües canac era de 849 (313 en drehu, 261 en nengone, 140 en paîci, 70 en ajië i 65 en xaracuu).
Els nens els pares dels quals han expressat el seu desig, des de la petita secció de maternal poden rebre classes en llengües canac, a raó de set hores a la setmana a maternal i cinc hores d'escola primària, alhora que aprenen a familiaritzar-se amb la cultura melanèsia, no sols a llegir i escriure, sinó també a seguir totes les altres disciplines en aquesta llengua.
Una formació de llicenciatura, menció Langues, Littératures et Civilisations étrangères régionales (LLCER) especialitat Langues océaniennes és impartida a la Universitat de Nova Caledònia. Ha estat creada sota la forma d'un Diplôme d'études universitaires générales (DEUG) en 1999 completada per una llicenciatura en 2001. Aquest semestre, els estudiants escolliren dues de les quatre llengües que s'ofereixen a prova de baccalauréat que són una de Grande Terre (ajië o paicî) i una de les illes Loyauté (drehu o nengone).
Les llengües canac també són igualment representades al sector « Langues océaniennes » de l'Institut national de langues et civilisations orientales, a París, pel drehu.

## Font
- Weniko Ihage, Rapport au Congrès de la Nouvelle-Calédonie, délibération portant création de l'Académie des langues kanakes (2007)